# Festival Mundial de las Artes Negras
El Festival Mundial de las Artes Negras (en inglés: World Festival of Black Arts; en francés Festival Mondial des Arts Nègres), también conocido como FESMAN, es un festival de cultura y arte de un mes de duración que tiene lugar en diversas ciudades de África. El festival presenta actos de poesía, escultura, pintura, música, cine, teatro, moda, arquitectura, diseño y danza de artistas e intérpretes de habitantes de la diáspora africana.

## Historia
Los festivales se planificaron inicialmente como celebraciones panafricanas y se extendieron en contenido desde el debate hasta la presentación artística, especialmente de actividades como la danza, la música y el teatro.

### Dakar, 1966

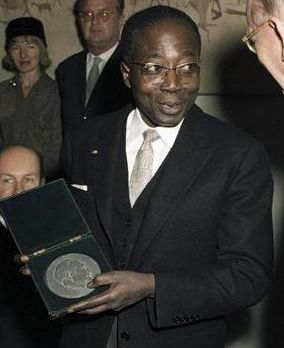
El presidente de Senegal Léopold Sédar Senghor se encargó de organizar la primera edición del festival.

La primera edición del Festival Mundial de las Artes Negras, conocido como World Festival of Negro Arts fue llevado a cabo en la ciudad de Dakar, Senegal, entre el 1 y el 24 de abril de 1966, mediante una iniciativa del entonces presidente Leopold Senghor con el auspicio de la UNESCO y la participación de 45 países africanos, europeos y caribeños, presentando literatura, música, teatro, artes visuales, cine y danza realizados por artistas de raza negra. Fue el primer festival patrocinado por el estado para mostrar el trabajo de artistas, músicos y escritores africanos y de la diáspora africana a una audiencia global. En el festival participaron los siguientes artistas notables: el historiador Cheikh Anta Diop; los bailarines Arthur Mitchell y Alvin Ailey; Mestre Pastinha, un grupo de capoeira de Bahía; Duke Ellington; Marion Williams; las cantantes Julie Akofa Akoussah y Bella Bellow y los escritores Aimé Césaire, Langston Hughes, Wole Soyinka, Amiri Baraka, Sarah Webster Fabio y Nelson Mandela, entre otros. El cineasta William Greaves realizó un documental sobre el festival de 40 minutos titulado The First World Festival of Negro Arts (1968). El periodista italiano Sergio Borelli realizó otra producción audiovisual relacionada con el festival, titulada Il Festival de Dakar (1966), con 50 minutos de duración y presentada por la cadena RAI.

### Lagos, 1977
En 1977, entre el 15 de enero y el 12 de febrero, el FESTAC '77 tuvo lugar en la ciudad de Lagos, Nigeria, bajo el patrocinio del presidente Olusegun Obasanjo. Asistieron más de 17 mil participantes de más de 50 países, convirtiéndose en el evento cultural más grande que se haya realizado en el continente africano hasta ese momento. Asistieron importantes artistas de color como Stevie Wonder, Sun Ra Arkestra y Donald Byrd desde los Estados Unidos, Tabu Ley y Franco desde el Congo, Gilberto Gil desde Brasil, Bembeya Jazz National desde Guinea y Louis Moholo, Dudu Pukwana y Miriam Makeba desde Sudáfrica.

### Dakar, 2010

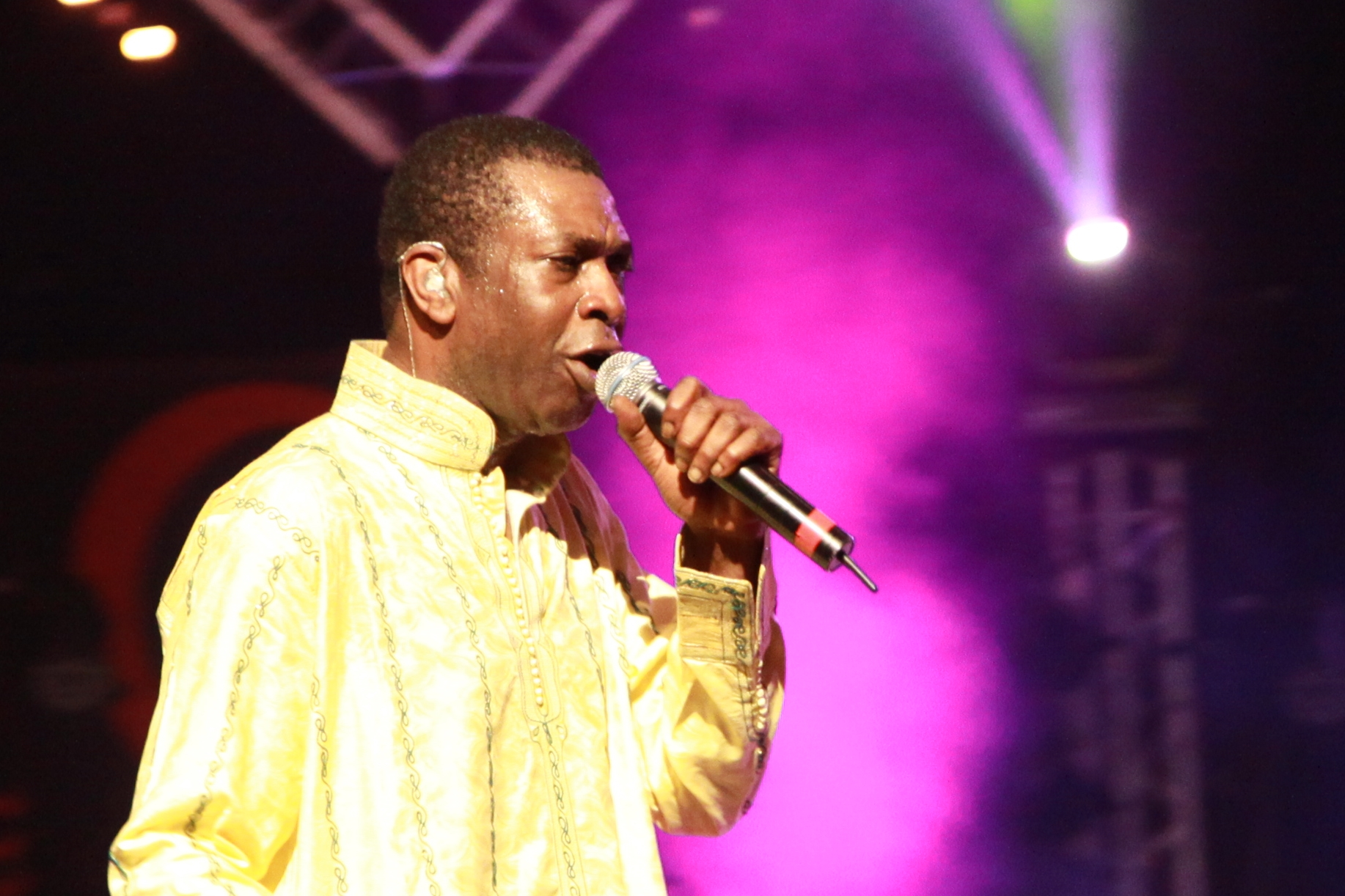
El artista senegalés Youssou N'Dour hizo parte de la tercera edición del festival, llevada a cabo en Dakar.

La edición 2010 del festival fue llevada a cabo entre el 10 y el 31 de diciembre de 2010 y fue iniciado por el presidente senegalés Abdoulaye Wade con la temática del renacimiento africano. El presidente afirmó públicamente al respecto: "Llamo a todos los africanos, a todos los hijos e hijas de la diáspora, a todos mis conciudadanos, a todos los socios que están dispuestos a caminar a nuestro lado, a todos los Estados, a todas las organizaciones internacionales, fundaciones y empresas, para que nos ayuden a realizar un brillante y exitoso festival como el primer paso para el surgimiento de una nueva África". En el festival participaron celebridades como Youssou N'Dour, Baaba Maal, Angélique Kidjo, Toumani Diabaté, Wyclef Jean, Carlinhos Brown y la agrupación Mahotella Queens. Además de música y cine, el festival incluyó exposiciones de arte, espectáculos de teatro y danza, desfiles de moda, fotografía y otros eventos, con la participación de artistas e intelectuales de decenas de países de la diáspora africana y de Estados Unidos, Brasil, Haití, Francia y Cuba.